# 侯奈因·伊本·伊斯哈格
侯奈因·伊本·伊斯哈格（阿拉伯语：‎，808年—873年），歐洲人稱為約翰尼提烏斯（拉丁語：Johannitius），是伊斯蘭黃金時代的一名醫師、學者、翻譯家。侯奈因·伊本·伊斯哈格是聶斯脫里派阿拉伯基督徒。他將許多古希臘語典籍翻譯成敘利亞語和阿拉伯語，包含蓋倫的醫學著作等，對伊斯蘭醫學影響巨大。除了翻譯之外，他還著有《論眼十篇書》，是一本眼科學教科書。

## 生平

### 家庭
侯奈因·伊本·伊斯哈格出生於一個信奉聶斯脫里派的阿拉伯基督徒家族。其子伊斯哈格·伊本·侯奈因亦為翻譯家，以翻譯亞里斯多德、歐幾里得及托勒密的著作聞名。

### 早年

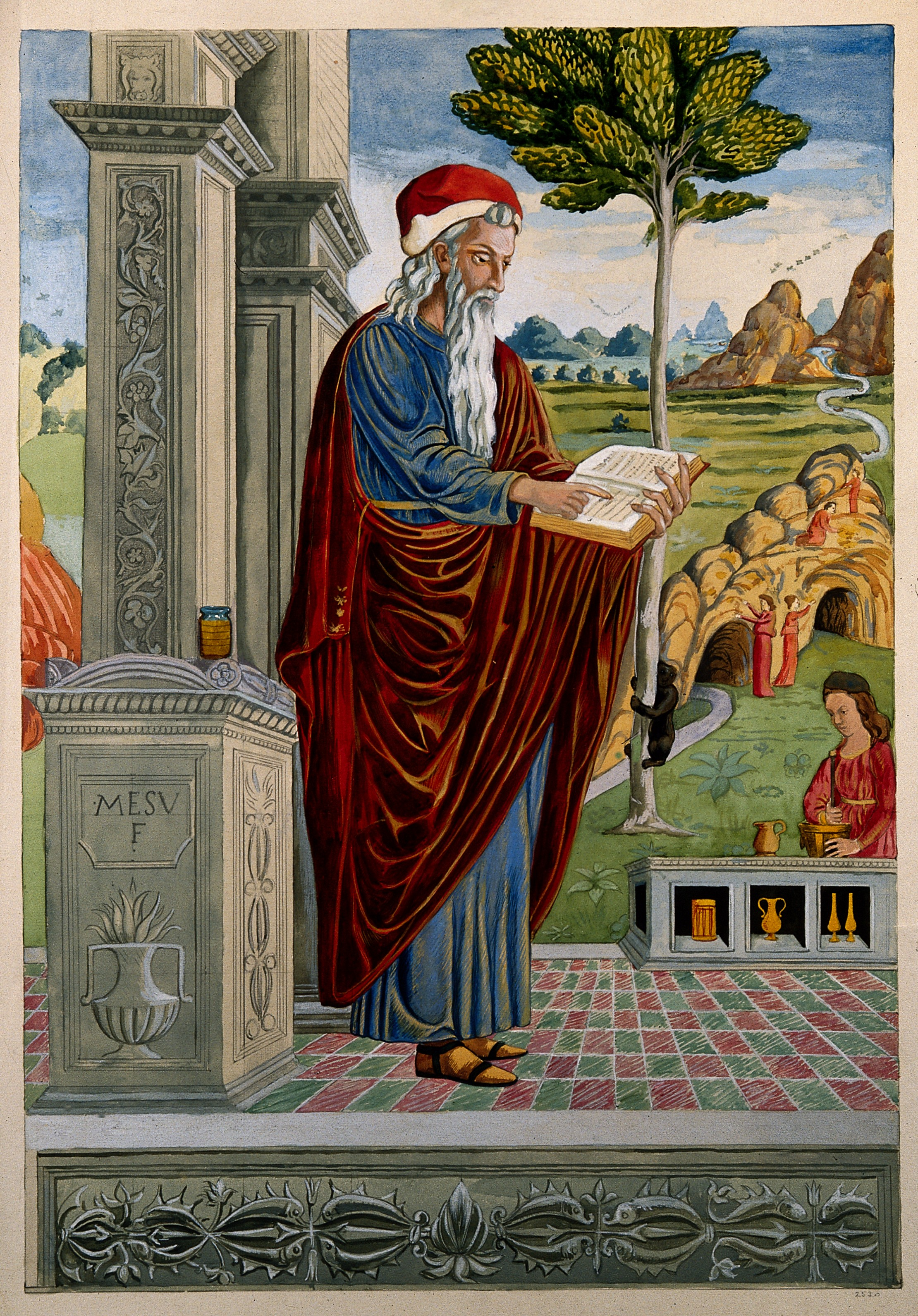
侯奈因的老師，尤漢那·伊本·馬薩維伊

根據十三世紀醫學史作家伊本·阿比·烏賽比亞的記載，侯奈因年輕時求教於名醫尤漢那·伊本·馬薩維伊，但發問太過踴躍，尤漢那不勝其擾。其另一個受尤漢那厭惡的原因，是侯奈因的家族從事錢幣交換行業。一日，尤漢那終於無法忍受侯奈因的發問，將他趕出教室，還譏諷他應該改行去兜售偽造錢幣，侯奈因因此大受打擊。
此後，侯奈因發憤學習古希臘語，甚至遠赴亞歷山卓學習。學成之後，翻譯蓋倫的著作。尤漢那讀到作品，不知是侯奈因所翻譯，大為激賞，認為大概只有受聖靈啟發才能有此傑作，得知是侯奈因所作之後，兩人終於和解。

### 翻譯家
哈里發馬蒙，因夢見亞里斯多德，對古希臘與羅馬的科學產生興趣，於是遣使向拜占庭帝國索求典籍，並重金聘請侯奈因，將這些作品翻譯成阿拉伯語。據說馬蒙賞賜給侯奈因與翻譯成品同等重量的黃金。
為了蒐集翻譯所需的原文手抄本，侯奈因本人亦遠赴拜占庭帝國及中東各地。

### 測試忠誠
在哈里發穆塔瓦基勒統治時期，穆塔瓦基勒懷疑侯奈因可能是拜占庭間諜，害怕被下毒，於是決定設法測試他的品德與忠誠。他令侯奈因製作毒藥對付他的敵人，但無論如何威脅利誘，侯奈因皆不從，他便將侯奈因軟禁起來，派人監視。這段期間，侯奈因沒有表現出不安，只是繼續翻譯、寫作。一年之後，穆塔瓦基勒再度要求他製作毒藥，侯奈因寧死不從，說：「我只會助人的醫術，其餘一竅不通。」穆塔瓦基勒終於安心。當穆塔瓦基勒問及為何寧死不製作毒藥，侯奈因回覆，因為他是基督徒，也是醫師，而這兩種身份都要求不能害人。

### 讒言陷害
根據伊本·阿比·烏賽比亞的記載，侯奈因親筆書寫紀錄了被其他醫師陷害的情形。其他醫師經常嘲諷侯奈因，說他是個翻譯家，卻妄想成為醫者。
其中，布赫提舒·伊本·賈布里勒（阿拉伯语：‎，醫學家賈布里勒·伊本·布赫提舒之子）施展計謀，陷害侯奈因，使他被哈里發穆塔瓦基勒逮捕，關押刑求數月。後來穆塔瓦基勒病重，本欲將其處死。行刑前夜，穆塔瓦基勒夢見耶穌，耶穌令他赦免侯奈因，然後讓侯奈因為他治病，即可痊癒。於是穆塔瓦基勒赦免侯奈因，並任用他為首席御醫。

## 著作

### 翻譯作品
侯奈因翻譯了許多古希臘語典籍，是阿拔斯王朝最著名的翻譯家之一。作品包含蓋倫、希波克拉底、迪奧斯科里德斯等作者的醫學著作。伊斯蘭醫學後來的發展，很大程度要歸功於侯奈因將古希臘及古羅馬時代的醫學知識譯為敘利亞語和阿拉伯語。此外他也翻譯了柏拉圖、亞里斯多德等人的哲學作品。

### 原創作品

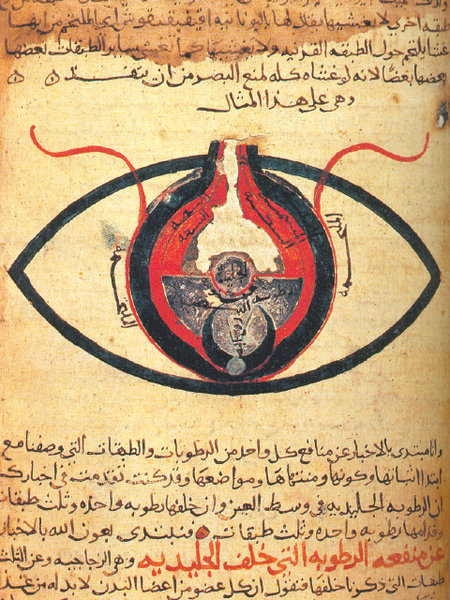
侯奈因的眼科著作。圖為十三世紀手抄本。

除了翻譯工作之外，他最著名的作品是眼科學著作《論眼十篇書》，此書為眼科學最早的系統性論述之一，影響了西方後來的眼科學發展。
侯奈因還有許多哲學、宗教方面的著作，以及探討阿拉伯語文法的作品。據說侯奈因曾跟隨語言學家海利勒·伊本·艾哈邁德學習阿拉伯語，此說真實性不高，因為海利勒早在侯奈因出生前便已經逝世，但不論如何，侯奈因的阿拉伯語造詣確實很高。